# 슈퍼 소수
슈퍼 소수(super素數, 영어: super-prime)는 어떤 자연수 {\displaystyle x}가 {\displaystyle n}번째 소수(素數)일 때, 그 소수의 순서 번호(순번)인 {\displaystyle n}도 소수인 경우, 즉 ‘소수 번째 소수’를 의미한다.

## 정리
1000보다 작은 슈퍼 소수는 다음과 같다. (OEIS의 수열 A006450)
3, 5, 11, 17, 31, 41, 59, 67, 83, 109, 127, 157, 179, 191, 211, 241, 277, 283, 331, 353, 367, 401, 431, 461, 509, 547, 563, 587, 599, 617, 709, 739, 773, 797, 859, 877, 919, 967, 991, …

## 같이 보기
- 소수 (수론)